# Detlef Zwicker
Detlef Zwicker (* 1959) ist ein ehemaliger deutscher Hockeynationalspieler der DDR und Trainer beim Cöthener HC 02.

## Leben
Zwicker spielte von 1978 bis 1990 in der DDR-Nationalmannschaft. Insgesamt lief er 94-mal für Deutschland auf, was ihn zum DDR-Spieler mit den 8.-meisten Einsätzen in der Nationalmannschaft macht. Sein Heimatverein ist der Cöthener HC, mit dem er zweimal die DDR-Feldmeisterschaften gewann. 2017 war er als Trainer beim CHC tätig, wobei er in jener Saison maßgeblich am Aufstieg in die 2. Bundesliga beteiligt war. Des Weiteren war er der Sportdirektor des Vereins.
Sein Sohn Martin Zwicker spielt derzeit für den BHC in der 1. Bundesliga und im A-Kader der deutschen Hockeynationalmannschaft, mit der er 2023 die Feldhockey-Weltmeisterschaft gewann.